# Lijn 4 (metro van Barcelona)
Lijn 4 van Trinitat Nova - La Pau, wordt ook wel "línia groga" (gele lijn) genoemd. Dit is een lijn in de metro van Barcelona en wordt uitgevoerd door de TMB en maakt deel uit van de ATM netwerk. Op deze lijn reed als laatst het oude rollend materieel van Barcelona, namelijk de 1100 samen met een paar 2100 treinen. Sinds eind 2009 is het 1100-materieel buiten dienst gesteld en zijn de treinstellen vervangen door treinen uit de "2000"-serie. De lijn voert door de noordelijke districten van de stad. De lijn wordt verlengd, met een nieuw metrostation La Sagrera - TAV bij het toekomstige Station Barcelona La Sagrera - TAV. De lijn krijgt een nieuwe terminus in het metrostation Sagrera-Meridiana bij Station Barcelona La Sagrera - Meridiana. Hier kan worden overgestapt naar verschillende voorstadsspoorlijnen.

## Overzicht
Deze lijn is in de jaren 1960 geopend en bedient de noordelijke helft van Barcelona, toen nog als Gran Metro de Barcelona, via een ruime C-vormig gebied van La Pau (in la Verneda) tot Trinitat Nova waar hij aansluit op lijn 11. De volledige 16,7 kilometer ligt ondergronds.

### Chronologie
- 1973 - Joanic-Jaume I gedeelte geopend (een deel hiervan maakte voorheen deel uit van L3)
- 1974 - Joanic-Guinardó gedeelte geopend
- 1976 - Jaume I-Barceloneta gedeelte geopend
- 1977 - Barceloneta-Selva de Mar gedeelte geopend
- 1982 - Guinardó-Via Júlia en Selva de Mar-La Pau gedeelte geopend
- 1985 - La Pau-Pep Ventura gedeelte geopend
- 1999 - Via Júlia-Trinitat Nova gedeelte geopend
- 2002 - La Pau-Pep Ventura gedeelte gesloten (en aangesloten aan L2)
- 2003 - El Maresme-Fòrum station opened.

## Technische gegevens
- Kleur op kaart: Geel
- Aantal stations: 22
- Type: Conventionele metro
- Lengte: 16,7 km
- Rollend materieel: series 1100 en 2100
- Reistijd: 27 minuten
- Spoorbreedte: 1.435 meter
- Aandrijving: Elektriciteit
- Voeding: Bovenleiding
- Openlucht gedeelten: Nee
- Mobiele telefoon dekking: gedeeltelijk
- Depots: Trinitat Nova, Verneda (Triangle Ferroviari)

## Huidige stations

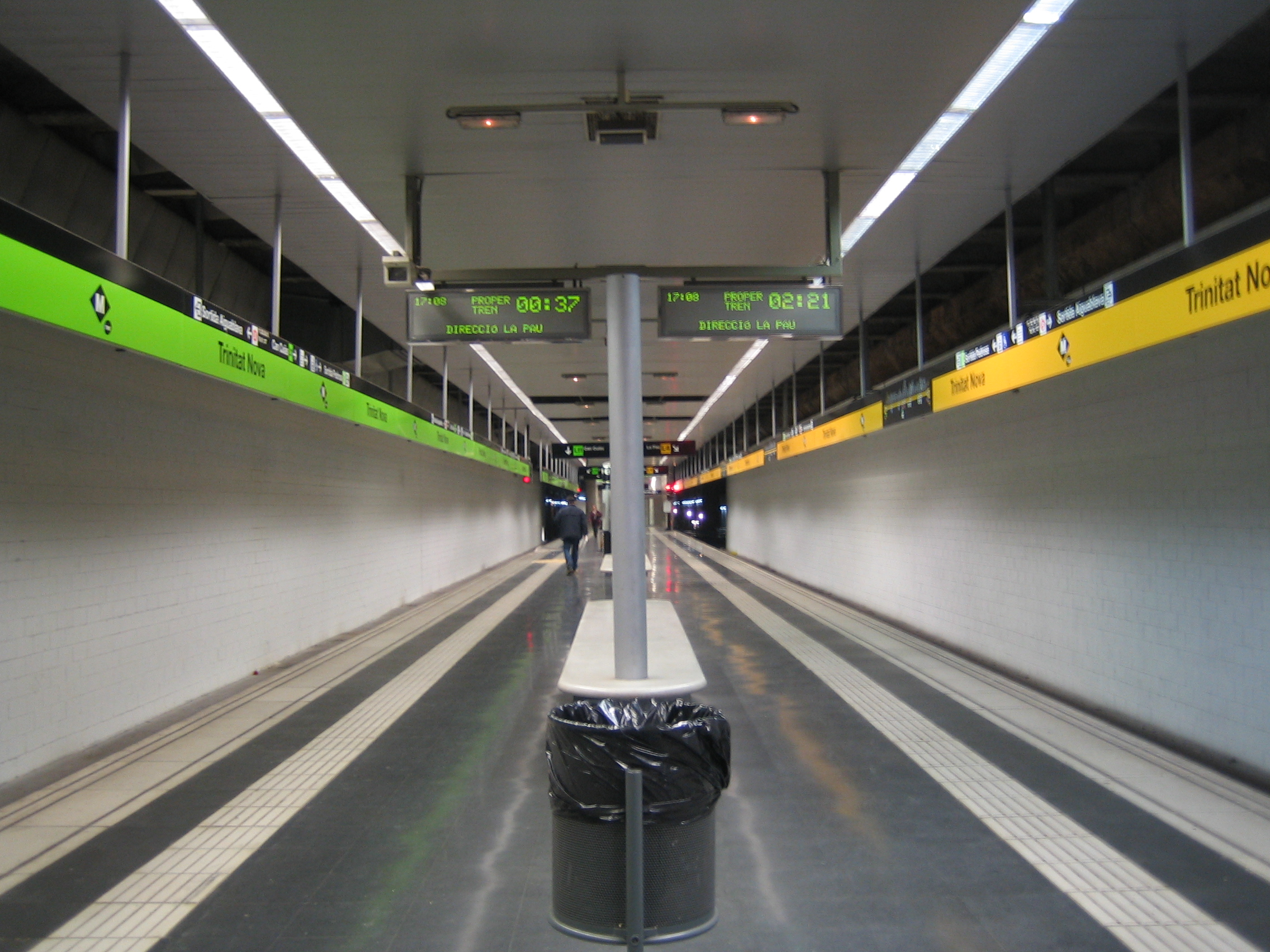
Metrostation Trinitat Nova: lijn 4 en 11

Stations en lijnen in cursief zijn nog in aanbouw of planning.
- Trinitat Nova (L11)
- Via Júlia
- Llucmajor
- Maragall (L5)
- Guinardó | Hospital de Sant Pau (L9)
- Alfons X
- Joanic
- Verdaguer (L5)
- Girona
- Passeig de Gràcia (L2, L3, RENFE)
- Urquinaona (L1)
- Jaume I
- Barceloneta
- Ciutadella-Vila Olímpica (T4)
- Bogatell
- Llacuna
- Poblenou
- Selva de Mar (T4)
- El Maresme-Fòrum (T4)
- Besòs Mar
- Besòs (T5)
- La Pau (L2)
- Santander
- La Sagrera - TAV (L9)
- La Sagrera (L1, L5, L9)